# Verklaring van Arusha

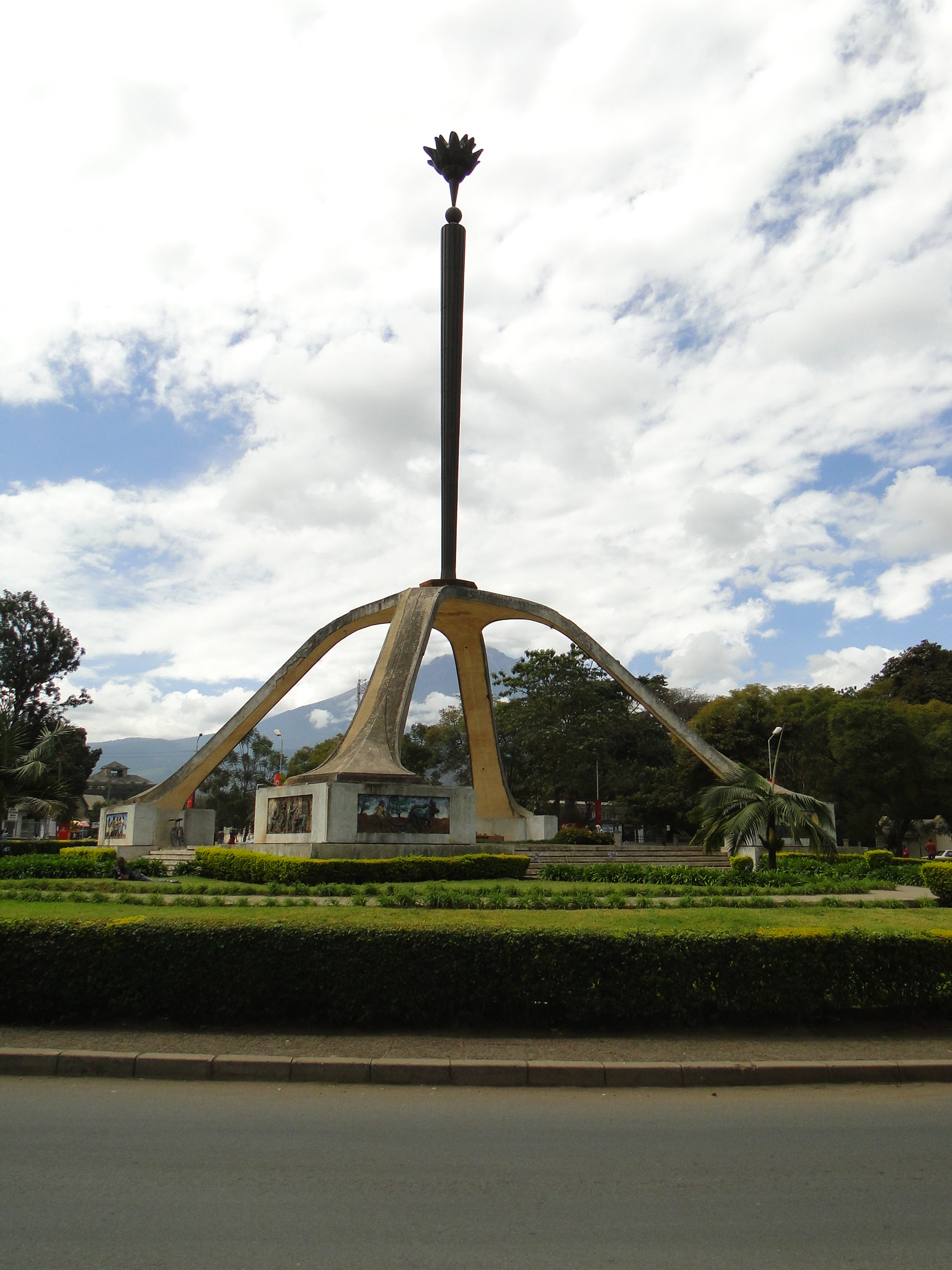
Monument voor de Verklaring, in Arusha, Tanzania

De Verklaring van Arusha, voluit vertaald: Verklaring van Arusha: verklaring die Tanzania's beleid inzake socialisme en zelfredzaamheid uiteenzet, was een politiek initiatief van toenmalig Tanzaniaans president Julius Nyerere. De verklaring werd op 5 februari  1967 geproclameerd in Arusha. Het doel was de vestiging aan Ujamaa (Swahili: gemeenschapszin/familieband) aangepast Afrikaans socialisme en het bereiken van zelfredzaamheid (kujitegemea). Het was gebaseerd op de vier pijlers: mensen, land, rechtvaardige politiek en goed bestuur. De verklaring vormde tot halverwege de jaren tachtig de leidraad van de Tanzaniaanse politiek.